# السوق السوداء في فرنسا في زمن الحرب

"السوق السوداء: جريمة بحق المجتمع"، ملصق مناهض للسوق السوداء، فرنسا الفيشية، 1943.

بعد هزيمة فرنسا في عام 1940 تطورت السوق السوداء في كل من الأراضي التي تحتلها ألمانيا وفي المنطقة الحرة التي يسيطر عليها نظام فيشي. وقد غذت عمليات التحويل من القنوات الرسمية وسلاسل التوريد السرية السوق السوداء. وأصبح يُنظر إليها على أنها «وسيلة أساسية للبقاء، وكمقاومة شعبية لطغيان الدولة التي تغزو الحياة اليومية، وكنظام للاستغلال الألماني، ووسيلة للمنتجين والتجار عديمي الضمير للاستفادة من البؤس الفرنسي». وكان السوق يتضمن المهربين وأعضاء الجريمة المنظمة وغيرهم من الأشخاص متدني المستوى، بالإضافة إلى قادة النقابات والمسؤولين العسكريين والشرطة الفاسدين. وأصبحت فيما بعد حركة عصيان مدني ضد التقنين ومحاولات مركزية التوزيع، ثم أصبح التهرب من القيود الغذائية النازية هواية وطنية في نهاية المطاف. وأولئك الذين لم يتمكنوا من مجاراة الوضع، مثل المرضى النفسيين، ببساطة لم ينجوا.
كان تنظيم السوق الفيشي أول محاولة فرنسية للتخطيط الاقتصادي. وقد قوض الاقتصاد الموازي المحاولات المركزية الرسمية لتنظيم إنتاج وتخزين ونقل وكمية وجودة وسعر المواد الغذائية. حتى بعد تحرير فرنسا ونهاية الحرب العالمية الثانية استمرت مشاكل الإمداد في التقنين واستمر عمل السوق السوداء حتى عام 1949.

## الخلفية

### ثلاثينيات القرن العشرين: التضخم وعدم الاستقرار والاضطرابات
كانت السياسة الفرنسية غير مستقرة للغاية في الثلاثينيات من القرن العشرين. وقد تشكلت إحدى وعشرون حكومة مختلفة في الجمعية الوطنية في ذلك العقد، وبعضها استمر في منصبه لعدة أيام فقط. وأدت التغييرات اللاحقة على الدستور الفرنسي في ظل الجمهورية الرابعة والخامسة إلى زيادة صعوبة إجراء تصويت على اقتراح بحجب الثقة وبالتالي فرض حل الحكومة.
في أزمة 6 فبراير عام 1934 قامت عدة جماعات يمينية متطرفة بأعمال شغب في ميدان الكونكورد بالقرب من الجمعية الوطنية الفرنسية. وأطلقت الشرطة النار وقتلت 15 متظاهرًا. على الرغم من انتخاب رئيس وزراء يتمتع بشعبية كبيرة فقد جرت الدعوة لإجراء انتخابات. والتفت الجبهة الشعبية حول الفرع الفرنسي من حركة العمال الاشتراكية (إس إف أي أو) وفازت في انتخابات عام 1936. وأصبح ليون بلوم أول رئيس وزراء اشتراكي لفرنسا. واستولى مليونا عامل على المصانع والمتاجر في موجة من الإضرابات الناجمة عن عدم الرضا عن حالة الاقتصاد الفرنسي في فترة الكساد. وقد تفاوض بلوم على إصلاحات اتفاقيات ماتينيون مع النقابات العمالية. وألقى بعض الاقتصاديين اللوم على الامتيازات المتعلقة بالأجور وساعات العمل التي نشأت عن الإضرابات في التضخم الجامح والركود التضخمي الذي أعقب ذلك، لكن الدراسات الحديثة تشير إلى أن التأخير والإحجام عن خفض قيمة الفرنك والتخلي عن قاعدة الذهب كانا من العوامل أيضًا، وربما الأكثر أهمية.
بعد عام 1935 أصبح التضخم موضوعًا متكررًا في الاقتصاد الفرنسي. وأدت الزيادات في الأجور التي وافقت عليها إدارة ليون بلوم إلى تحفيز الاقتصاد بشكل أكبر، ما أدى إلى زيادة الاتجاهات التضخمية. وبعد الاحتلال الألماني طبعت حكومة فيشي النقود لسداد المدفوعات المدمرة التي طالبت بها ألمانيا لتغطية تقديراتها المتضخمة لتكاليف احتلالها، ودفع ذلك التضخم إلى 27%. «ومع ذلك بمجرد فرض مدفوعات الاحتلال الضخمة، ترك المنتصرون للفرنسيين ليقرروا كيفية جمع الأموال ومواجهة المقاومة السلبية والنشطة من السكان».

### سقوط فرنسا
بعد معركة فرنسا والهدنة مع ألمانيا، جرى تقسيم فرنسا إلى المنطقة الحرة التي تسيطر عليها حكومة فيشي، وباس دو كاليه، ونورد، والمنطقة الممنوعة تحت سيطرة الجيش الألماني، والمنطقة المحتلة تحت السيطرة الألمانية في ما تبقى من شمال فرنسا. واحتلت إيطاليا جزءًا من فرنسا على ساحل البحر الأبيض المتوسط وجرى ضم الألزاس واللورين إلى ألمانيا.
خلال الحرب ظهرت الأسواق السوداء عندما فرضت الحكومة حصصًا وأنظمة للتحكم في العرض والتوزيع، وتجاوز الطلب العرض؛ وهي ظاهرة توصف بأنها «السوق الحرة في أكثر حالاتها وحشية».

## 1940-1941
منذ أواخر عام 1940 فصاعدًا أصبحت السوق السوداء ممارسة منتشرة على نطاق واسع ومدانة عالميًا تقريبًا. وقد أدى وجودها في حد ذاته إلى التشكيك في سياسات حكومة فيشي، التي حاولت بدورها قمعها. وجرى إصدار أكثر من مليون تحديد سعر في السوق السوداء خلال السنوات الأربع للاحتلال.
من الناحية السياسية جرد الجيش الألماني فرنسا والدول الأخرى التي احتلها من إنتاجها وأصولها؛ وقال فرانسوا دي مينتون، المدعي العام الفرنسي في محاكمات نورنبيرغ، في خطابه أمام المحكمة: «شرع الألمان فورًا في الاستيلاء العام على جميع المواد الخام وجميع البضائع في البلدان المحتلة». وأفاد القائد العسكري الألماني لفرنسا في 10 سبتمبر عام 1942 أنه منذ الهدنة ذهب 73% من الاستهلاك الفرنسي السنوي العادي من الحديد، أي ما يقرب من 5 ملايين طن، إلى ألمانيا. وحتى يوليو عام 1942 ذهب 225 ألف طن من النحاس و5700 طن من النيكل إلى ألمانيا: 80% و86% من الإمدادات الفرنسية على التوالي، بالإضافة إلى 55% من الألومنيوم و80% من إنتاج المغنيسيوم. ولم تتمكن فرنسا من الاحتفاظ إلا بنحو 30% من الإنتاج الطبيعي لصناعة الصوف، و16% من إنتاج القطن، و13% من إنتاج الكتان. ذهبت جميع القاطرات المنتجة في فرنسا، ومعظم إنتاجها من الأدوات الآلية، إلى النازيين.

### الأصول
بموجب المادة 18 من هدنة 22 يونيو 1940 وافقت فرنسا على دفع «تكاليف الاحتلال»، ولكن في انتهاك لاتفاقيات لاهاي طالبت ألمانيا بمبلغ 400 مليون فرنك يوميًا، وهو مبلغ باهظ، بإجمالي 479 مليار فرنك منذ عام 1940 حتى عام 1944. وانخفضت الضريبة في عام 1941 إلى 300 مليون فرنك يوميًا، ثم ارتفعت إلى 500 مليون فرنك يوميًا بحلول عام 1943 عندما بدأ الألمان يخسرون الحرب. وفي مرحلة استولوا على ربع الناتج المحلي الإجمالي الفرنسي، وفي عام 1943 كانت المدفوعات تعادل 55.5% من الناتج الاقتصادي الفرنسي. وشهد الدبلوماسي الألماني هانز ريتشارد هيمن بعد الحرب أن الرقم يفترض ثلاثة ملايين جندي ألماني في فرنسا، وأن هذه المبالغ جرى إنفاقها في السوق السوداء «وهو سوء استخدام واضح للأموال».
كما طلب الألمان إلى الفرنسيين تمويل نقل الصادرات إلى ألمانيا، ودفعوا ثمن مشترياتهم بعملة خاصة مرتبطة بسعر صرف وكان هذا مفيدًا لهم، بسعر 20 فرنكًا للمارك الواحد. وكان الاقتصاد الفرنسي المحاصر وفي حالة من الفوضى غير نشط إلى حد كبير في ذلك الوقت، وكان فوضويًا ومعرضًا للتضخم الجامح لسنوات قبل الهدنة.

### تقنين ومراقبة الأسعار
احتفظت حكومة فيشي بالسيطرة على السياسة الاقتصادية في كلا المنطقتين، بشرط موافقة الألمان في المنطقة المحتلة. ونص المرسوم الصادر في 30 يوليو عام 1944 على تقنين السكر والمعكرونة والأرز والصابون والدهون. وابتداءً من 23 سبتمبر عام 1940 أنشأت حكومة فيشي نظام إمداد زراعي من الأعلى إلى الأدنى بالإضافة إلى التوزيع الاستبدادي للمواد الخام والمنتجات الصناعية. بالنسبة للمستهلكين كان هذا يعني تقنين الغذاء، حيث قيل لهم إنه سيضمن توزيعًا أكثر عدلًا ويمنع التأثير المفرط للسعر على توافره. وعند هذه النقطة انطلقت السوق السوداء الناشئة.
جرى تصنيف الفرنسيين حسب العمر أو الفئة المهنية، وفقًا لثماني فئات.
ولشراء السلع كان المستهلكون بحاجة إلى تذاكر حكومية تسمح لهم بشراء كمية معينة. بدءًا من خريف وشتاء 1940-1941، جرى تقنين الخبز والسكر والحليب والزبدة والجبن والزيت واللحوم والقهوة والبيض، وكذلك الفحم. وفي عام 1941 جرى توسيع نطاق التقنين ليشمل الشوكولاتة والمنتجات والأحذية والمنسوجات والتبغ. وغير المدخنين الذين كانوا يحصلون على حصتهم الغذائية على أي حال ضخوها في السوق السوداء.